# Sèrie GeForce 10
La sèrie GeForce 10 és una sèrie d'unitats de processament gràfic desenvolupades per Nvidia, basades inicialment en la microarquitectura Pascal anunciada el març de 2014. Aquesta sèrie de disseny va succeir a la sèrie GeForce 900, i la succeeixen les sèries GeForce 16 i GeForce 20 utilitzant la microarquitectura Turing.

## Arquitectura
La microarquitectura Pascal, que porta el nom de Blaise Pascal, es va anunciar el març de 2014 com a successora de la microarquitectura Maxwell. Les primeres targetes gràfiques de la sèrie, les GeForce GTX 1080 i 1070, es van anunciar el 6 de maig de 2016 i es van llançar diverses setmanes després, el 27 de maig i el 10 de juny, respectivament. L'arquitectura incorpora tecnologia 16 nm de FinFET (TSMC) o tecnologies 14 nm FinFET (Samsung). Inicialment, els xips només es produïen 16 nm a TSMC, però posteriorment es van fer xips amb el nou procés de 14 nm de Samsung (GP107, GP108).
Noves funcions a GP10x:
- Capacitat de càlcul CUDA 6.0 (només GP100), 6.1 (GP102, GP104, GP106, GP107, GP108)
- DisplayPort 1.4 (sense DSC)
- HDMI 2.0b
- Compressió de color Delta de quarta generació
- PureVideo Feature Set H Decodificació de vídeo de maquinari HEVC Main10 (10 bits), Main12 (12 bits) i descodificació de maquinari VP9 (GM200 i GM204 no admetien la descodificació de maquinari HEVC Main10/Main12 i VP9)
- Compatibilitat amb HDCP 2.2 per a la reproducció i reproducció de contingut protegit amb 4K DRM (Maxwell GM200 i GM204 no tenen suport HDCP 2.2, GM206 admet HDCP 2.2)
- Codificació de maquinari NVENC HEVC Main10 de 10 bits (excepte GP108 que no és compatible amb NVENC)
- GPU Boost 3.0
- Multiprojecció simultània
- Tecnologia HB SLI Bridge
- Nou controlador de memòria amb suport GDDR5X i GDDR5 (GP102, GP104, GP106)
- Sistema de programació d'equilibri dinàmic de càrrega. Això permet al programador ajustar de forma dinàmica la quantitat de GPU assignada a diverses tasques, assegurant que la GPU es mantingui saturada de treball excepte quan no hi hagi més feina que es pugui distribuir de manera segura. Per tant, Nvidia ha habilitat de manera segura la computació asíncrona al controlador de Pascal.
- Preempció a nivell d'instrucció. A les tasques gràfiques, el controlador restringeix això a la preempció a nivell de píxel perquè les tasques de píxel normalment acaben ràpidament i els costos generals de fer una preempció a nivell de píxel són molt inferiors als de realitzar una preempció a nivell d'instrucció. Les tasques de càlcul obtenen una preempció a nivell de fil o a nivell d'instrucció. La preempció a nivell d'instrucció és útil perquè les tasques de càlcul poden trigar molt a acabar i no hi ha garanties sobre quan s'acaba una tasca de càlcul, de manera que el controlador permet la preempció a nivell d'instrucció molt cara per a aquestes tasques.

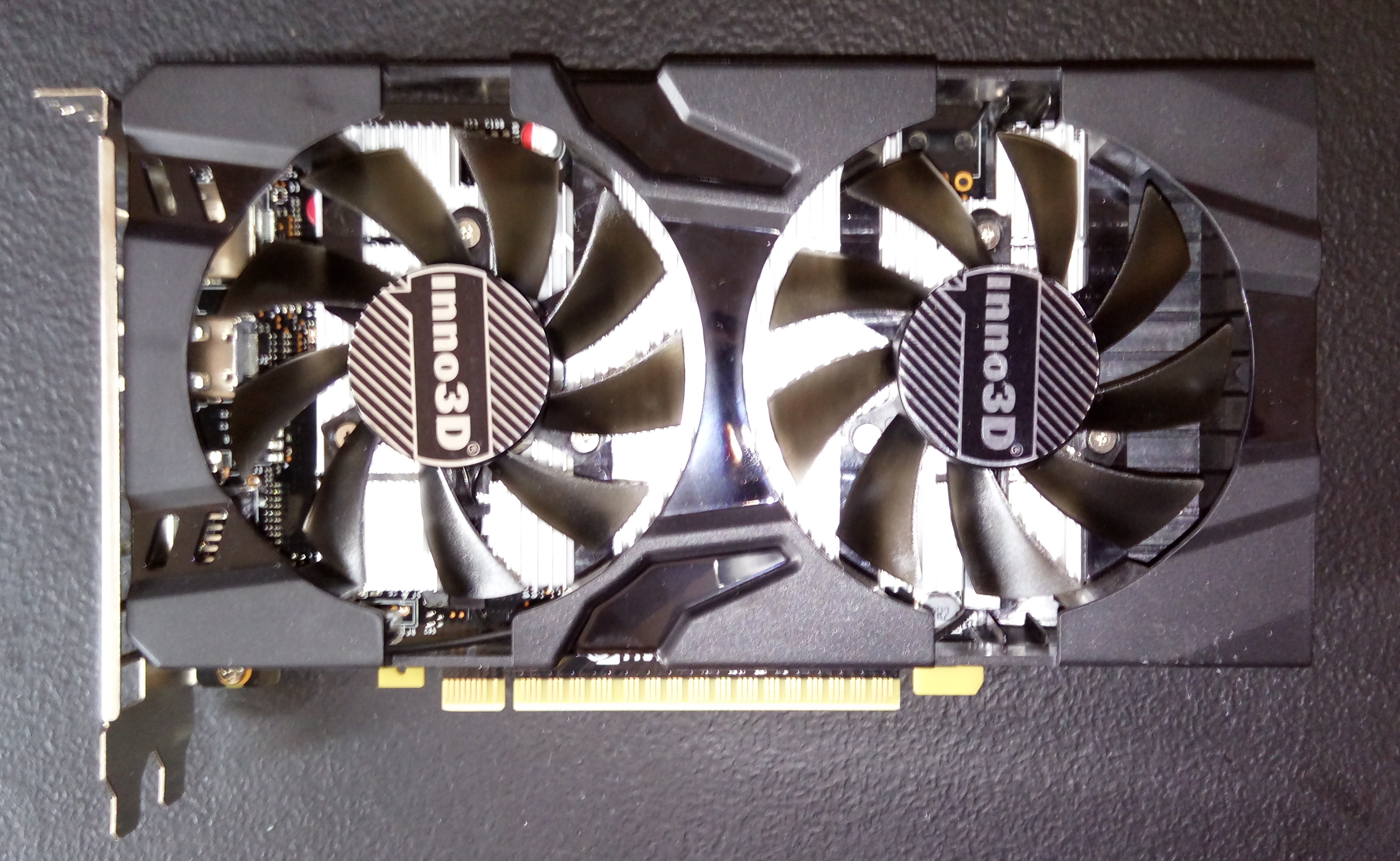
Triple buffering implementat al nivell del controlador. Nvidia l'anomena "Fast Sync". Això fa que la GPU mantingui tres búfers de fotogrames per monitor. Això fa que la GPU mostri fotogrames contínuament i el fotograma renderitzat més recentment s'envia a un monitor cada vegada que en necessita. Això elimina el retard inicial que provoca el doble buffer amb vsync i no permet el trencament. Els costos són que es consumeix més memòria per als buffers i que la GPU consumirà fotogrames de dibuix d'energia que es podrien malgastar perquè possiblement es podrien dibuixar dos o més fotogrames entre el moment en què un monitor s'envia un fotograma i el moment en què el mateix monitor necessita. s'enviarà un altre marc. En aquest cas, s'escull l'últim fotograma, la qual cosa fa que els fotogrames dibuixats després del fotograma mostrat anteriorment, però abans del fotograma que s'escullen, es perdin completament. Aquesta característica s'ha retroportat a les GPU basades en Maxwell a la versió del controlador 372.70.  - Una Inno3D GeForce GTX 1050 Twin X2
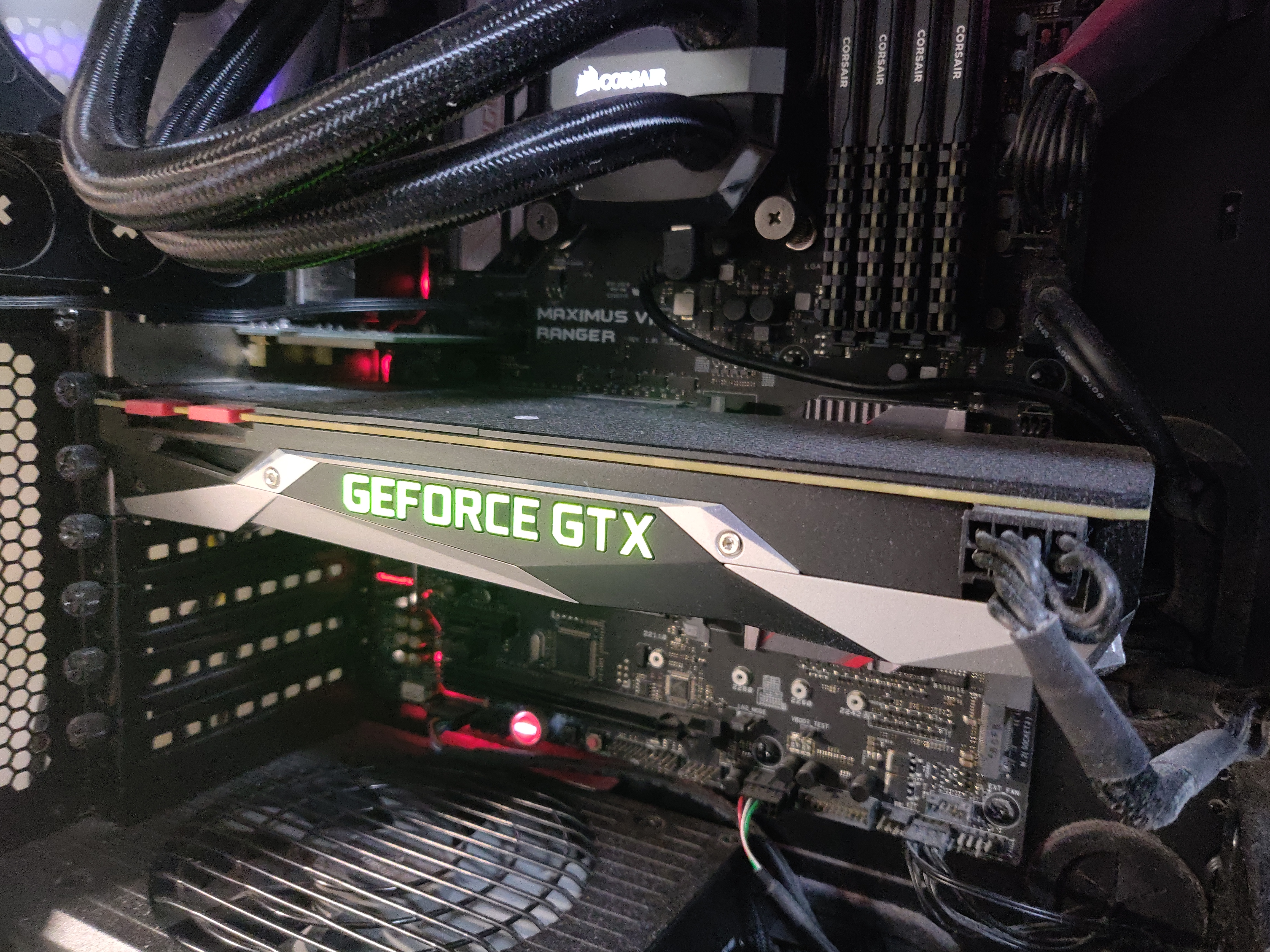
Una GeForce GTX 1080 Founders Edition en un ordinador
  - Una GeForce GTX 1080 Founders Edition en un ordinador
Nvidia va anunciar que la GPU Pascal GP100 comptaria amb quatre piles de memòria d'amplada de banda alta, que permetran un total de 16 GB HBM2 als models de gamma més alta,[3] tecnologia de16 nm,[4] Memòria unificada i NVLink.[5]

A partir de la versió 2004 de Windows 10, va afegir suport per utilitzar un programador de gràfics de maquinari per reduir la latència i millorar el rendiment, que requereix un nivell de controlador de WDDM 2.7.